# Machas a la parmesana
Machas a la parmesana o machas parmesanas es un plato elaborado con la macha, un molusco bivalvo de agua salada originario de Chile (conocido en inglés como pink clam o surf clam) y queso parmesano gratinado.

## Historia y receta
Este clásico de la cocina chilena fue creado en Viña del Mar por los inmigrantes italianos Edoardo Melotti Ferrari y Adelfo Garuti, en el restaurante italiano San Marco. No existe ningún registro previo del plato antes de la década de 1950.
El plato es popular en las localidades costeras de Chile, donde las machas se pueden encontrar en grandes cantidades. Se prepara con la carne de la macha en la mitad de su concha, cubierta con queso parmesano, un poco de mantequilla (del tamaño de una arveja) y es aderezada con una cucharadita de vino blanco y/o una gota de limón, y luego se hornea por unos minutos, en una lata de horno o fuente de greda. Esta última es una buena opción, ya que se sirven luego en esta fuente y no se enfrían las machas tan rápido. Se cocinan hasta que las machas adquieran un color rosado intenso y el queso se haya derretido. Se sirven inmediatamente, sin dejar enfriar, y pueden comerse vertiendo una gota de limón.
En 2023, el sitio web TasteAtlas ubicó a las machas a la parmesana en el segundo lugar en su lista con los 10 mejores platos con moluscos marinos del mundo.

### Variaciones
Existen varias variaciones de este platillo: se pueden combinar los mismos ingredientes en una paila de greda; el parmesano se puede sustituir por queso mantecoso; se puede preparar con crema o con ajo laminado; y se puede elaborar utilizando otro tipo de moluscos en lugar de machas.